# VI Batallón Aéreo de Reemplazo
El VI Batallón Aéreo de Reemplazo (VI. Flieger-Ersatz-Abteilung) fue una unidad de la Luftwaffe de la Alemania nazi.

## Historia
Fue formado en abril de 1942 en Hesepe bei Bramsche. En 1943 estuvo en Krefeld.

## Comandantes
- Teniente coronel Max Krug (23 de abril de 1942 - 16 de abril de 1943)
- Teniente coronel Hans-Egon Reisch (27 de junio de 1944 - 8 de mayo de 1945)